# Seznam danskih geologov
Seznam danskih geologov.

## D
- Willi Dansgaard

## F
- Johan Georg Forchhammer

## L
- Inge Lehmann (1888 - 1993)

## S
- K. J. V. Steenstrup
- Nicolas Steno